# Javier Ibeas
Jesús Javier Ibeas Sarabia (Burgos, España, 19 de septiembre de 1960) es un exfutbolista español que se desempeñaba como defensa.

## Clubes
| Club              | País   | Año       |
| ----------------- | ------ | --------- |
| C. D. Castellón   | España | 1979-1986 |
| Real Murcia C. F. | España | 1987-1989 |
| C. D. Castellón   | España | 1989-1992 |
| Villarreal C. F.  | España | 1992-1993 |